# Кампинс-и-Баллестер, Лоренцо
Лоренцо Кампинс-и-Баллестер (исп. Lorenzo Campins y Ballester; 1726, Па́льма-де-Мальо́рка — 20 февраля 1785, Каракас, Венесуэла) — венесуэльский учёный-врач и педагог, доктор наук, профессор медицины. Считается основоположником медицинского образования в Венесуэле и пионером медицины в Каракасе.
Испанского происхождения. Учился в университет на Мальорке, где получил свою первую степень бакалавра в 1748 году, затем, в 1849 году, степень бакалавра и магистра искусств.
До 1755 года изучал медицину в Университете Валенсии (Испания). До 1761 года служил врачом, практиковал медицину в Па́льма-де-Мальо́рка, затем в городе Кадис, после чего отправился в Южную Америку и поселился в Каракасе, где работал преподавателем медицинских наук в местном первом университете в Венесуэле и одном из старейших во всём западном полушарии (ныне Центральный университет Венесуэлы). Профессор медицины.
Первые занятия по медицине проводил бесплатно, но они потерпели неудачу, поскольку мало кто из молодых людей желал обучаться на врачей, и, вопреки ожиданиям Лоренцо Кампинса, число целителей продолжало возрастать. Причины этого были связаны с тем, что медицинская практика в стране отделяла деятельность врача от деятельности хирурга; Последние, как правило, были парикмахерами мулатского или местного происхождения, которые под наблюдением врача выполняли необходимые операции, включая удаление зубов, кровотечения и ампутацию конечностей, а также процедуры, в которых успех был очень ограниченным, поскольку в целом асептика не выполнялась и не существовала в сознании практикующих.
В течение более чем 20 лет проводил занятия на кафедре медицины Королевского университета Каракаса, где добился того, чтобы медицина приобрела должную иерархию и уважение в стране. 
Известен своим бескорыстным служением медицине и стремлением передать свои знания и профессиональные навыки жителям Венесуэлы. В Венесуэле он известен как основатель и отец медицинских исследований в стране.